# Vòng loại Giải vô địch bóng đá nữ châu Âu 2005
Vòng loại Giải vô địch bóng đá nữ châu Âu 2005 diễn ra từ 26 tháng 3 năm 2003 & 27 tháng 11 năm 2004. Các đội đứng đầu lọt thẳng vào vòng chung kết. Các đội thứ nhì và thứ ba thi đấu playoff để tranh bốn suất còn lại. Anh không phải thi đấu vòng loại do là chủ nhà.

## Nhóm thứ nhất

### Bảng 1
| Đội                  | Đ  | Tr | T | H | B | BT | BB |
| -------------------- | -- | -- | - | - | - | -- | -- |
| Thụy Điển            | 19 | 8  | 6 | 1 | 1 | 26 | 5  |
| Ý                    | 15 | 8  | 4 | 3 | 1 | 15 | 9  |
| Phần Lan             | 13 | 8  | 3 | 4 | 1 | 12 | 6  |
| Thụy Sĩ              | 5  | 8  | 1 | 2 | 5 | 2  | 13 |
| Serbia và Montenegro | 3  | 8  | 1 | 0 | 7 | 3  | 25 |

| Ý                                                                                             | 8–0      | Serbia và Montenegro |
| --------------------------------------------------------------------------------------------- | -------- | -------------------- |
| Gazzoli 6' · Zorri 18' (ph.đ.) · Guarino 28', 44' · Conti 29' · Panico 53', 55' · Tuttino 85' | Chi tiết |                      |

| Thụy Điển                                                                                | 6–0      | Thụy Sĩ |
| ---------------------------------------------------------------------------------------- | -------- | ------- |
| Moström 29' · Svensson 33' · Fagerström 44' · Ljungberg 46' · Törnqvist 62' · Olsson 90' | Chi tiết |         |

| Thụy Điển                                   | 5–0      | Ý |
| ------------------------------------------- | -------- | - |
| Svensson 18', 45' · Ljungberg 41', 53', 65' | Chi tiết |   |

| Thụy Sĩ     | 1–0      | Serbia và Montenegro |
| ----------- | -------- | -------------------- |
| Zürcher 44' | Chi tiết |                      |

| Phần Lan     | 1–1      | Thụy Sĩ      |
| ------------ | -------- | ------------ |
| Valkonen 80' | Chi tiết | Di Fonzo 38' |

| Phần Lan     | 1–1      | Ý          |
| ------------ | -------- | ---------- |
| Mustonen 55' | Chi tiết | Panico 19' |

| Thụy Điển                     | 2–1      | Phần Lan     |
| ----------------------------- | -------- | ------------ |
| Andersson 30' · Ljungberg 50' | Chi tiết | Valkonen 33' |

| Thụy Sĩ | 0–1      | Ý          |
| ------- | -------- | ---------- |
|         | Chi tiết | Panico 30' |

| Serbia và Montenegro | 0–1      | Phần Lan   |
| -------------------- | -------- | ---------- |
|                      | Chi tiết | Kackur 40' |

| Serbia và Montenegro | 0–4      | Thụy Điển                                                |
| -------------------- | -------- | -------------------------------------------------------- |
|                      | Chi tiết | Moström 11' · Ljungberg 30' · Larsson 42' · Marklund 82' |

| Ý          | 1–1      | Phần Lan   |
| ---------- | -------- | ---------- |
| Panico 11' | Chi tiết | Kackur 33' |

| Thụy Sĩ | 0–2      | Thụy Điển                 |
| ------- | -------- | ------------------------- |
|         | Chi tiết | Olsson 2' · Johansson 90' |

| Thụy Điển                                                                    | 5–1      | Serbia và Montenegro |
| ---------------------------------------------------------------------------- | -------- | -------------------- |
| Törnqvist 55' · Sjöström 60' · Moström 69' · Svensson 81' · Mitić 90' (l.n.) | Chi tiết | Podovac 34'          |

| Phần Lan                                           | 4–0      | Serbia và Montenegro |
| -------------------------------------------------- | -------- | -------------------- |
| Kackur 7' · Kalmari 31' · Julin 45' · Rantanen 75' | Chi tiết |                      |

| Ý | 0–0      | Thụy Sĩ |
| - | -------- | ------- |
|   | Chi tiết |         |

| Ý                        | 2–1      | Thụy Điển  |
| ------------------------ | -------- | ---------- |
| Gazzoli 59' · Panico 69' | Chi tiết | Nordin 69' |

| Thụy Sĩ | 0–2      | Phần Lan                 |
| ------- | -------- | ------------------------ |
|         | Chi tiết | Kalmari 59' · Kackur 90' |

| Serbia và Montenegro | 1–2      | Ý                            |
| -------------------- | -------- | ---------------------------- |
| Mladenović 90'       | Chi tiết | Gabbiadini 12' · Placchi 54' |

| Serbia và Montenegro | 1–0      | Thụy Sĩ |
| -------------------- | -------- | ------- |
| Ranđelović 45'       | Chi tiết |         |

| Phần Lan   | 1–1      | Thụy Điển    |
| ---------- | -------- | ------------ |
| Kackur 70' | Chi tiết | Thunebro 24' |

Thụy Điển lọt vào vòng chung kết.
Ý và Phần Lan lọt vào vòng playoff.

### Bảng 2
| Đội         | Đ  | Tr | T | H | B | BT | BB |
| ----------- | -- | -- | - | - | - | -- | -- |
| Đan Mạch    | 22 | 8  | 7 | 1 | 0 | 26 | 4  |
| Na Uy       | 19 | 8  | 6 | 1 | 1 | 22 | 4  |
| Tây Ban Nha | 7  | 8  | 2 | 1 | 5 | 10 | 10 |
| Hà Lan      | 7  | 8  | 2 | 1 | 5 | 7  | 13 |
| Bỉ          | 3  | 8  | 1 | 0 | 7 | 5  | 39 |

| Hà Lan | 0–1                     | Tây Ban Nha |
| ------ | ----------------------- | ----------- |
|        | Chi tiết (tiếng Hà Lan) | del Río 79' |

| Na Uy                                                                                  | 6–0      | Bỉ |
| -------------------------------------------------------------------------------------- | -------- | -- |
| S. Gulbrandsen 15' · Lehn 50' · Mellgren 61' · Klaveness 68' · Edner 90' · Ørmen 90+3' | Chi tiết |    |

| Na Uy         | 2–0                     | Hà Lan |
| ------------- | ----------------------- | ------ |
| Rapp 26', 40' | Chi tiết (tiếng Hà Lan) |        |

| Na Uy         | 1–1      | Đan Mạch      |
| ------------- | -------- | ------------- |
| Pettersen 32' | Chi tiết | L. Jensen 68' |

| Bỉ           | 1–6      | Đan Mạch                                               |
| ------------ | -------- | ------------------------------------------------------ |
| de Rycke 53' | Chi tiết | Nielsen 20', 66', 88' (ph.đ.) · Johansen 36', 60', 62' |

| Đan Mạch                     | 3–0                     | Hà Lan |
| ---------------------------- | ----------------------- | ------ |
| Johansen 70', 74' · Bukh 83' | Chi tiết (tiếng Hà Lan) |        |

| Tây Ban Nha | 0–2      | Na Uy                           |
| ----------- | -------- | ------------------------------- |
|             | Chi tiết | Mellgren 28' · Fosse-Sæthre 83' |

| Hà Lan                                 | 3–0                     | Bỉ |
| -------------------------------------- | ----------------------- | -- |
| van Veen 15' · de Boer 51' · Torny 64' | Chi tiết (tiếng Hà Lan) |    |

| Tây Ban Nha                                                                       | 9–1      | Bỉ         |
| --------------------------------------------------------------------------------- | -------- | ---------- |
| Gurrutxaga 8' · Del Río 15', 23', 50', 86', 89' · Castillo 35' · Vázquez 73', 78' | Chi tiết | Verelst 6' |

| Bỉ               | 1–6      | Na Uy                                                                              |
| ---------------- | -------- | ---------------------------------------------------------------------------------- |
| Maes 53' (ph.đ.) | Chi tiết | Pedersen 8', 72' · Frantzen 35' · Hansen 69' · Stangeland 76' · S. Gulbrandsen 82' |

| Tây Ban Nha | 0–0                     | Hà Lan |
| ----------- | ----------------------- | ------ |
|             | Chi tiết (tiếng Hà Lan) |        |

| Tây Ban Nha | 0–1      | Đan Mạch        |
| ----------- | -------- | --------------- |
|             | Chi tiết | M. Pedersen 30' |

| Bỉ | 0–3                     | Hà Lan                              |
| -- | ----------------------- | ----------------------------------- |
|    | Chi tiết (tiếng Hà Lan) | Koster 10' · Melis 74' · Muller 84' |

| Bỉ                                      | 2–0      | Tây Ban Nha |
| --------------------------------------- | -------- | ----------- |
| Kristel Verelest 15' · van Humbeeck 50' | Chi tiết |             |

| Đan Mạch                                 | 2–0      | Tây Ban Nha |
| ---------------------------------------- | -------- | ----------- |
| Paaske Sørensen 44' · Eggers Nielsen 85' | Chi tiết |             |

| Hà Lan | 0–2                     | Na Uy                   |
| ------ | ----------------------- | ----------------------- |
|        | Chi tiết (tiếng Hà Lan) | Pedersen 56' · Lehn 61' |

| Đan Mạch                           | 2–1      | Na Uy        |
| ---------------------------------- | -------- | ------------ |
| Paaske Sørensen 2' · L. Jensen 85' | Chi tiết | Pedersen 39' |

| Đan Mạch                                                             | 6–0      | Bỉ |
| -------------------------------------------------------------------- | -------- | -- |
| M. Pedersen 7', 12', 15', 86' · K. Pedersen 31' · Eggers Nielsen 68' | Chi tiết |    |

| Hà Lan  | 1–5                     | Đan Mạch                                                    |
| ------- | ----------------------- | ----------------------------------------------------------- |
| Ran 33' | Chi tiết (tiếng Hà Lan) | M. Pedersen 15' · L. Jensen 45', 49' · Kjær Jensen 56', 59' |

| Na Uy                                | 2–0      | Tây Ban Nha |
| ------------------------------------ | -------- | ----------- |
| R. Gulbrandsen 71' · Christensen 83' | Chi tiết |             |

Đan Mạch lọt vào vòng chung kết.
Na Uy lọt vào vòng playoff.

### Bảng 3
| Đội     | Đ  | Tr | T | H | B | BT | BB |
| ------- | -- | -- | - | - | - | -- | -- |
| Pháp    | 21 | 8  | 7 | 0 | 1 | 32 | 7  |
| Nga     | 17 | 8  | 5 | 2 | 1 | 22 | 8  |
| Iceland | 13 | 8  | 4 | 1 | 3 | 23 | 11 |
| Hungary | 4  | 8  | 1 | 1 | 6 | 6  | 28 |
| Ba Lan  | 2  | 8  | 0 | 2 | 6 | 7  | 36 |

| Ba Lan | 0–2      | Hungary                   |
| ------ | -------- | ------------------------- |
|        | Chi tiết | Paraoanu 78' · Ruff 90+1' |

| Hungary | 0–4      | Pháp                               |
| ------- | -------- | ---------------------------------- |
|         | Chi tiết | Pichon 2', 57' · Lattaf 45+1', 87' |

| Nga                                                                                 | 6–0      | Ba Lan |
| ----------------------------------------------------------------------------------- | -------- | ------ |
| Barbashina 7', 90' · Strukova 9' · Letyushova 34' · Svetlitskaya 46' · Sergaeva 73' | Chi tiết |        |

| Iceland                                                               | 4–1      | Hungary  |
| --------------------------------------------------------------------- | -------- | -------- |
| Hendriksdóttir 11' · Færseth 19' · Helgadóttir 60' · Viðarsdóttir 70' | Chi tiết | Nágy 38' |

| Nga             | 1–1      | Iceland             |
| --------------- | -------- | ------------------- |
| Barbashina (18) | Chi tiết | Jóhannesdóttir (12) |

| Pháp                             | 2–0      | Iceland |
| -------------------------------- | -------- | ------- |
| Mugneret-Béghé 51' · Tonazzi 63' | Chi tiết |         |

| Hungary   | 1–3      | Nga                                  |
| --------- | -------- | ------------------------------------ |
| Agócs 72' | Chi tiết | Barbashina 10', 16' · Letyushova 90' |

| Iceland | 10–0     | Ba Lan |
| --- | -------- | ------ |
| Magnúsdóttir 8' · Hendríksdottir 13' · Jóhannesdóttir 18', 51' · Grétarsdóttir 32' · Viðarsdóttir 39', 42', 59' · Helgadóttir 68' · Lárusdóttir 76' | Chi tiết |        |

| Ba Lan                     | 2–3      | Iceland                                         |
| -------------------------- | -------- | ----------------------------------------------- |
| Żelazko 1' · Gawrońska 61' | Chi tiết | Færseth 5' · Viðarsdóttir 41' · Helgadóttir 43' |

| Pháp                                                                     | 7–1      | Ba Lan    |
| ------------------------------------------------------------------------ | -------- | --------- |
| Woock 10' · Tonazzi 14' · Diacre 41' · Pichon 55', 58', 73' · Lattaf 67' | Chi tiết | Gibek 76' |

| Pháp                                                                    | 6–0      | Hungary |
| ----------------------------------------------------------------------- | -------- | ------- |
| Mugneret-Béghé 20' · Bompastor 30' · Pichon 34', 44', 72' · Tonazzi 88' | Chi tiết |         |

| Hungary                  | 2–2      | Ba Lan                    |
| ------------------------ | -------- | ------------------------- |
| Nágy 43' · Sebestyén 90' | Chi tiết | Winczo 11' · Otrębska 85' |

| Ba Lan      | 1–1      | Nga            |
| ----------- | -------- | -------------- |
| Żelazko 45' | Chi tiết | Letyushova 61' |

| Nga | 0–3      | Pháp                         |
| --- | -------- | ---------------------------- |
|     | Chi tiết | Lattaf 17' · Pichon 78', 86' |

| Hungary | 0–5      | Iceland                                      |
| ------- | -------- | -------------------------------------------- |
|         | Chi tiết | Viðarsdóttir 12', 62' · Færseth 53', 60', 0' |

| Iceland | 0–3      | Pháp                         |
| ------- | -------- | ---------------------------- |
|         | Chi tiết | Lattaf 4', 12' · Tonazzi 71' |

| Iceland | 0–2      | Nga                 |
| ------- | -------- | ------------------- |
|         | Chi tiết | Letyushova 55', 81' |

| Pháp                    | 2–5      | Nga                                                   |
| ----------------------- | -------- | ----------------------------------------------------- |
| Tonazzi 7' · Lattaf 77' | Chi tiết | Barbashina 2', 75', 86' · Fomina 42' · Letyushova 57' |

| Nga                                               | 4–0      | Hungary |
| ------------------------------------------------- | -------- | ------- |
| Letyushova 43', 70' · Barbashina 54' · Fomina 66' | Chi tiết |         |

| Ba Lan       | 1–5      | Pháp                                               |
| ------------ | -------- | -------------------------------------------------- |
| Pozerska 10' | Chi tiết | Pichon 17', 51', 58' · Herbert 52' · Diguelman 54' |

Pháp lọt vào vòng chung kết.
Nga và Iceland lọt vào vòng playoff.

### Bảng 4
| Đội          | Đ  | Tr | T | H | B | BT | BB |
| ------------ | -- | -- | - | - | - | -- | -- |
| Đức          | 24 | 8  | 8 | 0 | 0 | 50 | 2  |
| Cộng hòa Séc | 13 | 8  | 4 | 1 | 3 | 15 | 15 |
| Scotland     | 12 | 8  | 4 | 0 | 4 | 19 | 16 |
| Ukraina      | 7  | 8  | 2 | 1 | 5 | 7  | 21 |
| Bồ Đào Nha   | 3  | 8  | 1 | 0 | 7 | 5  | 42 |

| Đức                                   | 5–0      | Scotland |
| ------------------------------------- | -------- | -------- |
| Prinz 25', 69' · Grings 40', 58', 65' | Chi tiết |          |

| Ukraina | 0–1      | Bồ Đào Nha |
| ------- | -------- | ---------- |
|         | Chi tiết | Edite 60'  |

| Scotland                                       | 5–1      | Ukraina       |
| ---------------------------------------------- | -------- | ------------- |
| Ralph 37' · Brown 66' · Fleeting 76', 87', 90' | Chi tiết | Khodyreva 20' |

| Bồ Đào Nha     | 1–8      | Scotland                                              |
| -------------- | -------- | ----------------------------------------------------- |
| Inês Silva 64' | Chi tiết | Brown 8', 13' · Fleeting 21', 30', 32', 43', 67', 74' |

| Ukraina          | 1–1      | Cộng hòa Séc  |
| ---------------- | -------- | ------------- |
| Apanaschenko 34' | Chi tiết | Pěničková 84' |

| Ukraina      | 1–3      | Đức                                       |
| ------------ | -------- | ----------------------------------------- |
| Mazurenko 4' | Chi tiết | Garefrekes 41' · Minnert 71' · Müller 87' |

| Đức                                                      | 4–0      | Cộng hòa Séc |
| -------------------------------------------------------- | -------- | ------------ |
| Gottschlich 45' · Minnert 71' · Prinz 75' · Müller 90+3' | Chi tiết |              |

| Cộng hòa Séc              | 2–0      | Scotland |
| ------------------------- | -------- | -------- |
| Ščasná 45' · Mouchová 72' | Chi tiết |          |

| Đức | 13–0     | Bồ Đào Nha |
| --- | -------- | ---------- |
| Fuss 9' · Minnert 31' · Garefrekes 45' · Prinz 46', 58', 63', 65' · Smisek 51' · Odebrecht 64' · Pohlers 77', 86' · Lingor 81' · Hingst 84' | Chi tiết |            |

| Bồ Đào Nha | 0–1      | Cộng hòa Séc |
| ---------- | -------- | ------------ |
|            | Chi tiết | Pěničková 5' |

| Bồ Đào Nha | 0–11     | Đức |
| ---------- | -------- | --- |
|            | Chi tiết | Prinz 10', 36', 80' · Carla Monteiro 14' (l.n.) · Grings 22', 61', 68', 70', 72' · Lingor 41' (ph.đ.) · Pohlers 89' |

| Bồ Đào Nha      | 1–2      | Ukraina                   |
| --------------- | -------- | ------------------------- |
| Tânia Pinto 12' | Chi tiết | Frishko 47' · Pekur 90+2' |

| Ukraina    | 1–0      | Scotland |
| ---------- | -------- | -------- |
| Djatel 89' | Chi tiết |          |

| Đức                                                                   | 6–0      | Ukraina |
| --------------------------------------------------------------------- | -------- | ------- |
| Prinz 2', 71' · Bachor 31' · Minnert 40' · Smisek 45' · Wimbersky 89' | Chi tiết |         |

| Scotland     | 1–3      | Đức                                     |
| ------------ | -------- | --------------------------------------- |
| Fleeting 58' | Chi tiết | Garefrekes 29' · Prinz 75' · Müller 79' |

| Cộng hòa Séc                                                                | 5–1      | Bồ Đào Nha      |
| --------------------------------------------------------------------------- | -------- | --------------- |
| Šmeralová 6' · Lucie Martínková 7' · Ščasná 52', 73' · Irena Martínková 85' | Chi tiết | Carla Couto 34' |

| Scotland               | 2–1      | Bồ Đào Nha |
| ---------------------- | -------- | ---------- |
| Grant 43' · Hamill 57' | Chi tiết | Sónia 87'  |

| Cộng hòa Séc                                 | 4–1      | Ukraina        |
| -------------------------------------------- | -------- | -------------- |
| Ščasná 5', 63' · Došková 80' · Pěničková 90' | Chi tiết | Verezubova 90' |

| Scotland                              | 3–2      | Cộng hòa Séc    |
| ------------------------------------- | -------- | --------------- |
| Malone 11' · Fleeting 82' · Jones 89' | Chi tiết | Mocová 58', 71' |

| Cộng hòa Séc | 0–5      | Đức                                                                              |
| ------------ | -------- | -------------------------------------------------------------------------------- |
|              | Chi tiết | Garefrekes 33' · Prinz 52' · Thompson 63' · Carlson 80' · Bertholdová 82' (l.n.) |

Đức lọt vào vòng chung kết.
Cộng hòa Séc lọt vào vòng playoff.

## Nhóm thứ hai

### Bảng 5
| Đội                  | Đ  | Tr | T | H | B | BT | BB |
| -------------------- | -- | -- | - | - | - | -- | -- |
| Cộng hòa Ireland     | 18 | 8  | 5 | 3 | 0 | 35 | 5  |
| România              | 18 | 8  | 5 | 3 | 0 | 29 | 5  |
| Croatia              | 13 | 8  | 4 | 1 | 3 | 17 | 22 |
| Bosna và Hercegovina | 7  | 8  | 2 | 1 | 5 | 4  | 19 |
| Malta                | 0  | 8  | 0 | 0 | 8 | 1  | 35 |

| Bosna và Hercegovina | 0–1      | Croatia   |
| -------------------- | -------- | --------- |
|                      | Chi tiết | Baban 32' |

| Cộng hòa Ireland                                                      | 6–0      | Bosna và Hercegovina |
| --------------------------------------------------------------------- | -------- | -------------------- |
| O'Toole 19' (ph.đ.), 45', 49' (ph.đ.), 52' · O'Brien 58' · Curtis 90' | Chi tiết |                      |

| Croatia | 0–0      | Cộng hòa Ireland |
| ------- | -------- | ---------------- |
|         | Chi tiết |                  |

| Cộng hòa Ireland             | 2–2      | România           |
| ---------------------------- | -------- | ----------------- |
| O'Connor 45+4' · Grant 90+5' | Chi tiết | Pufulete 12', 76' |

| România                            | 3–0      | Malta |
| ---------------------------------- | -------- | ----- |
| Anton 55' · Spânu 70' · Talnar 90' | Chi tiết |       |

| Bosna và Hercegovina | 1–0      | Malta |
| -------------------- | -------- | ----- |
| Hurem 72'            | Chi tiết |       |

| Croatia                            | 3–0      | Malta |
| ---------------------------------- | -------- | ----- |
| Kusar 28' · Šundov 68' · Kozić 75' | Chi tiết |       |

| România                  | 2–0      | Bosna và Hercegovina |
| ------------------------ | -------- | -------------------- |
| Spânu 45' · Pufulete 78' | Chi tiết |                      |

| Croatia                  | 2–3      | România                            |
| ------------------------ | -------- | ---------------------------------- |
| Koljenik 36' · Kusar 75' | Chi tiết | Spânu 29' · Leu 63' · Pufulete 89' |

| Malta | 0–9      | Cộng hòa Ireland                                                                  |
| ----- | -------- | --------------------------------------------------------------------------------- |
|       | Chi tiết | O'Toole 12', 24', 29' · Curtis 35', 43' · Hislop 62', 89' · Grant 78' · Tracy 84' |

| Malta         | 1–4      | Croatia                   |
| ------------- | -------- | ------------------------- |
| Caruana 90+2' | Chi tiết | Jakšić 17', 34', 70', 72' |

| Cộng hòa Ireland                                                                              | 8–1      | Croatia   |
| --------------------------------------------------------------------------------------------- | -------- | --------- |
| O'Toole 3' · Deasley 20', 88' · Hughes 40' · Curtis 44' · Horvat 59' (l.n.) · Hislop 79', 80' | Chi tiết | Kozic 51' |

| România    | 1–1      | Cộng hòa Ireland |
| ---------- | -------- | ---------------- |
| Olar 45+1' | Chi tiết | Boyle 3'         |

| Malta | 0–8      | România |
| ----- | -------- | ------- |
|       | Chi tiết |         |

| Bosna và Hercegovina | 1–4      | Cộng hòa Ireland                           |
| -------------------- | -------- | ------------------------------------------ |
| Pehić 58'            | Chi tiết | O'Toole 30' · Hislop 44', 53' · Curtis 67' |

| Croatia | 6–0      | Bosna và Hercegovina |
| ------- | -------- | -------------------- |
|         | Chi tiết |                      |

| Cộng hòa Ireland                                         | 5–0      | Malta |
| -------------------------------------------------------- | -------- | ----- |
| O'Toole 12', 51' (ph.đ.), 78' · O'Connor 28' · Grant 83' | Chi tiết |       |

| Malta | 0–2      | Bosna và Hercegovina |
| ----- | -------- | -------------------- |
|       | Chi tiết |                      |

| Bosna và Hercegovina | 0–0      | România |
| -------------------- | -------- | ------- |
|                      | Chi tiết |         |

| România | 10–0     | Croatia |
| ------- | -------- | ------- |
|         | Chi tiết |         |

### Bảng 6
| Đội        | Đ  | Tr | T | H | B | BT | BB |
| ---------- | -- | -- | - | - | - | -- | -- |
| Belarus    | 16 | 6  | 5 | 1 | 0 | 21 | 3  |
| Israel     | 11 | 6  | 3 | 2 | 1 | 20 | 6  |
| Estonia    | 4  | 6  | 1 | 1 | 4 | 6  | 26 |
| Kazakhstan | 2  | 6  | 0 | 2 | 4 | 4  | 16 |
| Wales      | 0  | 0  | 0 | 0 | 0 | 0  | 0  |

| Belarus                                                               | 5–0      | Estonia |
| --------------------------------------------------------------------- | -------- | ------- |
| Tatarinova 3' · Aniskovtseva 16', 21' · Kuznetsova 65' · Luchonak 90' | Chi tiết |         |

| Estonia  | 1–4      | Israel                                        |
| -------- | -------- | --------------------------------------------- |
| Pajo 34' | Chi tiết | Kochen 10' · Dayan 18' · Jan 44' · Shenar 53' |

| Estonia                        | 3–2      | Kazakhstan               |
| ------------------------------ | -------- | ------------------------ |
| Morkovkina 13', 43' · Pajo 52' | Chi tiết | Yalova 4' · Teterina 57' |

| Kazakhstan | 0–0      | Israel |
| ---------- | -------- | ------ |
|            | Chi tiết |        |

| Belarus | 1–1      | Israel    |
| ------- | -------- | --------- |
| Lis 89' | Chi tiết | Liran 78' |

| Israel                                                                                      | 12–1     | Estonia   |
| ------------------------------------------------------------------------------------------- | -------- | --------- |
| Israel 6' · Didich 12' · Ohana 29', 65', 76' · Jan 46', 62', 68', 71', 84' · Dayan 49', 66' | Chi tiết | Vaher 69' |

| Kazakhstan | 0–2      | Belarus |
| ---------- | -------- | ------- |
|            | Chi tiết |         |

| Israel                                   | 3–1      | Kazakhstan |
| ---------------------------------------- | -------- | ---------- |
| Fahima 23' · Jan 44' (ph.đ.) · Dayan 56' | Chi tiết | Yalova 38' |

| Belarus                                                                                      | 8–1      | Kazakhstan |
| -------------------------------------------------------------------------------------------- | -------- | ---------- |
| Kuzniatsova 5', 47' · Aniskoustava 39', 54', 90+4' · Davydovich 52' · Lis 63' · Vovikava 89' | Chi tiết | Yalova 62' |

| Estonia        | 1–3      | Belarus                       |
| -------------- | -------- | ----------------------------- |
| Morkovkina 72' | Chi tiết | Lis 17', 33' · Tatarinova 26' |

| Kazakhstan | 0–0      | Estonia |
| ---------- | -------- | ------- |
|            | Chi tiết |         |

| Israel | 0–2      | Belarus                |
| ------ | -------- | ---------------------- |
|        | Chi tiết | Kuzniatsova 42', 90+2' |

Wales bỏ cuộc.

### Bảng 7
| Đội      | Đ  | Tr | T | H | B | BT | BB |
| -------- | -- | -- | - | - | - | -- | -- |
| Áo       | 15 | 6  | 5 | 0 | 1 | 31 | 4  |
| Hy Lạp   | 13 | 6  | 4 | 1 | 1 | 23 | 6  |
| Slovakia | 7  | 6  | 2 | 1 | 3 | 20 | 11 |
| Armenia  | 0  | 6  | 0 | 0 | 6 | 0  | 53 |

| Áo | 11–0 | Armenia |
| --- | ---- | ------- |
| Schaffranek 7', 55', 74' · Stallinger 18', 78' · Fuhrmann 38' · Gstöttner 44' · Hanschitz 48' · Spieler 51', 84' · Fischer 83' |      |         |

| Armenia | 0–11 | Áo |
| ------- | ---- | --- |
|         |      | Hanschitz 3' · Hufnahl 8', 19' · Stallinger 29', 40', 70', 74' · Hochstöger 49' · Spieler 52' · Gstöttner 63', 66' |

| Slovakia                                                           | 5–0 | Armenia |
| ------------------------------------------------------------------ | --- | ------- |
| Lukácsová 16' · Gajdosová 19' · Felingová 21', 45' · Petrusová 85' |     |         |

| Armenia | 0–10 | Slovakia |
| ------- | ---- | --- |
|         |      | Felingová 20' · Izová 28', 38', 90' · Gharibyan 36' (l.n.) · Giraseková 51', 57' · Budosová 55' · Petrusová 75' · Hanzelová 80' |

| Hy Lạp                                                                      | 7–0 | Armenia |
| --------------------------------------------------------------------------- | --- | ------- |
| Panteliadou 11', 19' · Katsaiti 38', 53', 57' · Soupiadou 48' · Lazarou 67' |     |         |

| Armenia | 0–9 | Hy Lạp                                                                                 |
| ------- | --- | -------------------------------------------------------------------------------------- |
|         |     | Arvanitaki 5', 75' · Panteliadou 8', 10', 13', 15' · Soupiadou 48' · Katsaiti 53', 80' |

| Hy Lạp                                         | 3–1 | Slovakia      |
| ---------------------------------------------- | --- | ------------- |
| Michailidou 10' · Lagoumtzki 15' · Kalyvas 24' |     | Felingová 75' |

| Hy Lạp | 0–2 | Áo                      |
| ------ | --- | ----------------------- |
|        |     | Aigner 7' · Spieler 43' |

| Áo          | 1–2 | Hy Lạp                                |
| ----------- | --- | ------------------------------------- |
| Fischer 89' |     | Chatzigiannidou 38' · Michailidou 56' |

| Slovakia                  | 2–2 | Hy Lạp                           |
| ------------------------- | --- | -------------------------------- |
| Králiková 44' · Izova 84' |     | Chatzigiannidou 6' · Kalyvas 40' |

| Áo                                                   | 3–0 | Slovakia |
| ---------------------------------------------------- | --- | -------- |
| Stallinger 26' (ph.đ.) · Hufnagl 48' · Gstöttner 78' |     |          |

| Slovakia                    | 2–3 | Áo                               |
| --------------------------- | --- | -------------------------------- |
| Hanzelova 24' · Bojdová 50' |     | Aigner 69', 84' · Stallinger 89' |

## Playoff
| Đội 1    | TTS | Đội 2        | Lượt đi | Lượt về |
| -------- | --- | ------------ | ------- | ------- |
| Phần Lan | 4–1 | Nga          | 1–0     | 3–1     |
| Iceland  | 3–9 | Na Uy        | 2–7     | 1–2     |
| Ý        | 5–1 | Cộng hòa Séc | 2–1     | 3–0     |

### Lượt đi
| Phần Lan    | 1 – 0    | Nga |
| ----------- | -------- | --- |
| Kalmari 66' | Chi tiết |     |

| Iceland                           | 2 – 7    | Na Uy                                                                                              |
| --------------------------------- | -------- | -------------------------------------------------------------------------------------------------- |
| Jónsdóttir 72' · Viðarsdóttir 80' | Chi tiết | S. Gulbrandsen 4', 26', 68' · Mellgren 22' · R. Gulbrandsen 39', 55' · Hendriksdottir 90+2' (l.n.) |

| Ý                      | 2 – 1    | Cộng hòa Séc |
| ---------------------- | -------- | ------------ |
| Zorri 8' · Tuttino 30' | Chi tiết | Ščasná 46'   |

### Lượt về
| Nga            | 1 – 3    | Phần Lan                      |
| -------------- | -------- | ----------------------------- |
| Barbashina 62' | Chi tiết | Mäkinen 23' · Salmén 41', 56' |

Phần Lan thắng với tổng sỉ số 4–1.
| Na Uy             | 2 – 1    | Iceland            |
| ----------------- | -------- | ------------------ |
| Mellgren 22', 79' | Chi tiết | Kristinsdottir 68' |

Na Uy thắng với tổng sỉ số 9–3.
| Cộng hòa Séc | 0 – 3    | Ý                                        |
| ------------ | -------- | ---------------------------------------- |
|              | Chi tiết | Pasqui 6' · Panico 79' · Camporese 90+1' |

Ý thắng với tổng sỉ số 5–1.
Phần Lan, Na Uy và Ý lọt vào vòng chung kết.

## Cầu thủ ghi bàn hàng đầu
| Hạng | Tên                       | Số bàn | Số phút thi đấu |
| ---- | ------------------------- | ------ | --------------- |
| 1    | Birgit Prinz              | 14     | 630'            |
| 2    | Marinette Pichon          | 13     | 630'            |
| 3    | Olivia O'Toole            | 12     | 561'            |
| 4    | Julie Fleeting            | 11     | 720'            |
| 4    | Daniela Simona Pufulete   | 11     | 720'            |
| 6    | Natalia Barbashina        | 10     | 900'            |
| 7    | Inka Grings               | 8      | 226'            |
| 7    | Gertrud Stallinger        | 8      | 540'            |
| 7    | Margrét Lára Viðarsdóttir | 8      | 640'            |
| 7    | Olga Letyushova           | 8      | 799'            |